# بيدرو دوارتي
بيدرو دوارتي هو لاعب كرة قدم برتغالي في مركز الدفاع، ولد في 22 أبريل 1978 في سيتوبال في البرتغال. لعب مع أولمبياكوس نيقوسيا وإشتوريل برايا ونادي بايرنسيه ودوكسا كاتوكوبياس ‏ وC.D. Montijo ‏.

## وصلات خارجية
- بيدرو دوارتي على موقع قاعدة بيانات كرة القدم.إي يو (الإنجليزية)
- بيدرو دوارتي على موقع Soccerway.com (الإنجليزية)